# 덕산중학교 (경기)
덕산중학교(德山中學校)는 대한민국 경기도 부천시 오정구 오정동에 있는 공립 중학교이다.

## 학교 연혁
- 1989년 10월 1일 : 덕산중학교 설립인가
- 1990년 3월 1일 : 초대 김병수 교장 취임
- 1990년 3월 6일 : 개교(입학)식 14개 학급
- 1993년 2월 16일 : 제1회 졸업식(691명)
- 2000년 7월 20일 : 급식소 신축
- 2001년 3월 30일 : 체력단련실 준공(51.6m2)
- 2004년 9월 30일 : 5층 4교실 증축공사
- 2003년 11월 17일 : 디지털도서관 개관
- 2022년 3월 1일 : 제12대 윤인숙 교장 취임
- 2023년 1월 5일 : 제31회 졸업식(275명, 총 15,990명)
- 2024년 3월 4일 : 입학식(280명)

## 참고 자료
- 덕산중학교 - 한국교육학술정보원 학교알리미